# Robine Salomons
Robine Salomons (Haarlem, 2 september 2001) is een Nederlands auteur en internetpersoonlijkheid. Ze verwierf bekendheid via het sociale mediaplatform TikTok, waar zij onderwerpen als neurodiversiteit en vrouwelijke autisme-ervaringen bespreekbaar maakt. In 2024 debuteerde ze als auteur met het boek Niet alle autisten houden van treinen.

## Biografie
Robine Salomons werd geboren in Haarlem, maar groeide op in Hoofddorp en kreeg op jonge leeftijd de diagnose PDD-NOS, een ontwikkelingsstoornis binnen het autismespectrum. In haar vroege jeugd volgde zij speciaal onderwijs, waarna zij overstapte naar het regulier voortgezet onderwijs. Tijdens haar schoolperiode paste zij zich sterk aan aan haar omgeving, een gedrag dat zij later zou herkennen als "maskeren", een fenomeen dat vaak voorkomt bij vrouwen met autisme.

## TikTok en online aanwezigheid
Robine begon in 2015 met het maken van video's op TikTok (voorheen Musical.ly). Aanvankelijk richtte haar content zich op lifestyle, en comedy, waarmee ze een groot bereik opbouwde. In 2019 ging een van haar video's viraal, wat bijdroeg aan haar snelle groei op het platform.
De inhoud van haar kanaal nam een wending nadat ze in het kader van een schoolproject een gastles gaf op haar voormalige middelbare school, waarin zij voor het eerst openlijk sprak over haar autisme. De positieve reacties die ze daarop ontving en de vele vragen die volgden, vormden voor haar een keerpunt. Vanaf dat moment begon zij steeds vaker video’s te maken waarin zij haar ervaringen als vrouw met autisme deelde. Deze inhoud, die thema’s als sociale maskering, overprikkeling en het doorbreken van stereotypen behandelt, vormt sindsdien de kern van haar online werk.
Met haar content draagt Robine bij aan de zichtbaarheid van neurodivergente vrouwen en aan een genuanceerdere kijk op autisme in de publieke sfeer.

## Publicaties
In november 2024 verscheen Robine’s eerste boek, Niet alle autisten houden van treinen, uitgegeven door Splint Media. In het boek pleit zij voor meer nuance in het maatschappelijke beeld van autisme, met specifieke aandacht voor ondervertegenwoordigde groepen binnen het spectrum, zoals vrouwen. Het werk werd positief ontvangen en besproken in onder andere Trouw, De Telegraafen Grazia.